# Jukka Bergman
John J:son (Jukka) Bergman, född 24 juni 1896 i Vasa, död 25 oktober 1972 i Helsingfors, var en finländsk musiker och fiolbyggare. Han var far till Carlo Bergman.
Efter studieåren verkade Bergman som violinist i olika orkestrar och stod under några år i egenskap av musikkonsulent, "reselärare", i spetsen för de västnyländska körerna och stråkorkestrarna. Sin största insats gjorde han dock som violinbyggare, ett yrke han lärt sig genom grundliga studier utomlands.